# Komunita
Komunita (z lat. communitas – společenství) nemá jedinou definici. Komunita může být definována jako souhrn osob, které žijí v určitém vymezeném prostoru, kde vykonávají každodenní aktivity a obvykle tvoří autonomní jednotku. V jiném smyslu může být za komunitu považován sociální útvar charakterizovaný jednak zvláštním typem sociálních vazeb uvnitř, mezi členy, jednak specifickým postavením navenek, v rámci širšího sociálního prostředí. Komunitou také může být skupina lidí, kteří žijí nebo pracují společně, jakákoliv geografická oblast, kde lidé žijí a jsou ve vzájemné interakci. Komunitu charakterizuje zejména sdílená vzájemná interakce, vycházející například ze společných potřeb nebo zájmů. Komunity se obvykle vytvářejí na jednom konkrétním místě (lidská komunita může být třeba obyvatelstvo obce, může se ale jednat i o spolek, rodovou osadu, církev, školu, společenský klub či firmu), zejména s rozšířením internetu však toto omezení přestává platit (například komunity na diskusních fórech, linuxová komunita nebo narůstající komunita kolem otevřené encyklopedie Wikipedie), nicméně každá skutečná lidská komunita je vždy založena na vzájemném fyzickém styku více živých lidí.[zdroj?]

## Typy komunit
Existuje hodně typů komunit, například:
- Sídelní (ekologická) komunita – základem je společné obývání sociálně izolovaného prostoru
- Morální (psychická) komunita – jejím základem jsou duchovní vazby, jako je původ, víra nebo hodnoty. Členství může být latentní, kdy společná aktivita je jenom potenciální, anebo aktivní, kdy členové komunikují mezi sebou velmi těsně.
- Terapeutická komunita je zaměřena na pomoc lidem s psychickými problémy
- Výcviková komunita se věnuje sebepoznání[3]

## Utváření komunity
Komunity jako sídelní či morální se tvoří do značné míry náhodně. Ale terapeutické a výcvikové komunity jsou plánované, a proces tvorby těchto komunit je složitý. Než se určitá skupina lidí stane opravdovou komunitou, prochází tato skupina jistými etapami utváření komunity. První etapa je pseudokomunita. Na začátku se členové skupiny pokoušejí být k sobě přehnaně příjemní a snaží se vyvarovat se sporů – předstírat komunitu. Při předstírání lidé říkají vlídné lži a zamlčují část pravdy o sobě a svých pocitech, aby nedošlo ke konfliktům. Pseudokomunita se konfliktům vyhýbá. Ve pseudokomunitách se odmítají individuální rozdíly. Jednou z charakteristik pseudokomunity je, že její členové mluví obecně. Další charakteristikou pseudokomunity je, že ostatní členové to tolerují. Jakmile jsou individuální rozdíly odkryty, skupina se přesouvá do druhé etapy: chaosu. Chaos se vždy soustřeďuje kolem scestných pokusů o změnu. V etapě chaosu hrají individuální rozdíly primární roli. Doba trvání této etapy se liší a zaleží na povaze skupiny. Třetí etapa je prázdnota. Je to nejkritičtější etapa utváření komunity. V průběhu této etapy se členové potřebují zbavit bariér komunikace. Až po vyprázdnění se skupina stává komunitou. Ne každá skupina prochází všemi etapami. Některé skupiny mohou jednu či více etap přeskočit.

## Komunita a společenství
„Komunita může být chápána jako společenství lidí, kdy lidé ve společenství dlouhodobě žijí a pracují, často po několika generacích se znají, vědí, co od sebe mohou vzájemně očekávat…“   
Komunita, jak je chápána dnes, má se společenstvím společné rysy:
- sdílení prostoru (tady být spolu)
- sdílení času (teď být spolu)
- sdílení potřeb a hodnot
- sdílení identity (vědomá sounáležitost ke komunitě)
- Neinstrumentální činnosti (společenství nejde za cílem, není účelové)
- Neformální vztahy „face to face“
- Relativní velikost
- Relativní stálost
- Relativní autonomie (vytváření vlastnictví)[5]